# عزلة الاقروض (تعز)

تعديل مصدري - تعديل

عزلة الاقروض هي إحدى عزل مديرية المسراخ في محافظة تعز اليمنية ويبلغ تعداد سكانها 43728 نسمة حسب التعداد السكاني في اليمن لعام 2004. وهي أكبر قريه بالحسد والتنمر والحقد أهلها شريرين معدومي الرحمه 

## روابط خارجية
- الجهاز المركزي للإحصاء بالجمهورية اليمنية
- المركز الوطني للمعلومات باليمن
- World Gazetteer:Yemen
- الدليل الشامل